# Артюхов, Андрей Викторович
Андре́й Ви́кторович Артюхо́в (род. 18 апреля 1958, Дёма, Уфа, Башкирская АССР, РСФСР, СССР) — российский политический деятель. Член Совета Федерации Федерального Собрания Российской Федерации от Тюменской области.

## Биография
Родился 18 апреля 1958 года.
Окончил Ленинградский политехнический институт им. М.И. Калинина. 
С 1998 по 2000 год, возглавлял Государственную Думу Ямало-Ненецкого автономного округа, а с 2001 по 2002 год, находился на посту заместителя губернатора Тюменской области.
В 2007 году, избирался депутатом Тюменской областной Думы. С 2011 года, находился на должности руководителя фракции «Единая Россия» и первого заместителя председателя Тюменской областной Думы пятого созыва.
В сентябре 2016 года, Артюхов Андрей Викторович избран депутатом Тюменской областной Думы шестого созыва. Занимает пост руководителя фракции «Единая Россия». Является первым заместителем председателя Тюменской областной Думы шестого созыва.

## Совет Федерации
С 2002 по 2005 год входил в состав Совета Федерации ФС РФ. Занимал должности представителя Тюменской областной Думы и заместителя председателя комитета по науке, культуре, образованию, здравоохранению и экологии.

## Награды
Награждён медалью ордена «За заслуги перед Отечеством» II степени, медалью «В честь 850-летия Москвы», медалью Министерства обороны Российской Федерации «За укрепление боевого содружества», медалью Совета Федерации «Совет Федерации. 15 лет» (2009), знаком отличия Федеральной Пограничной службы Российской Федерации «За заслуги в пограничной службе» II степени, а также медалью ордена «За заслуги перед Отечеством» I степени.